# Gypaète barbu
Gypaetus barbatus
Genre
Espèce
Répartition géographique
- Habitat permanent
- Résiduel
- Zone d'hivernage
- Réintroduit
- Probablement éteint
- Eteint

Statut de conservation UICN

 NT  : Quasi menacé
Statut CITES
Le Gypaète barbu  (Gypaetus barbatus) est la seule espèce du genre Gypaetus. Cette espèce est aujourd'hui principalement présente en Asie centrale et Moyen-Orient, mais est aussi en Afrique, en Europe et en Crète. Elle est l'une des quatre espèces de vautours en France, où elle n'existe encore que dans les Pyrénées, les Alpes (en cours de réintroduction), le massif Corse et le Massif central. Il appartient à l'ordre des Accipitriformes et à la famille des Accipitridés.

## Dénominations

### Nom scientifique
Le nom latin Gypaetus est formé des noms grecs γύψ (gups, vautour) et ἀετός (aétos, aigle). Cette racine se retrouve notamment dans l'italien gipeto. Le qualificatif barbu (du latin barbatus) fait référence à une caractéristique physique de l'oiseau : la touffe de plumes qui fait saillie sous son bec et donne l'impression que le menton du gypaète est orné d'une barbe noire.

### Noms vernaculaires
Il fut anciennement appelé Phène des Alpes,. Dans les langues des principaux pays européens où l'espèce est présente (Alpes, Pyrénées), il est nommé : Bartgeier (vautour barbu) en allemand, gipeto en italien, quebrantahuesos en espagnol, trencalòs ou trencaossos en catalan (littéralement « casseur d'os »), ugatz en basque, altore ou altore barbutu en corse. Au Royaume-Uni, où l'espèce est absente, le Gypaète barbu est nommé bearded vulture (« vautour barbu »), mais lämmergeier est aussi attesté, ainsi qu'en allemand et en néerlandais (cette dernière dénomination siginifie littéralement « vautour des agneaux » et fait référence à la prétendue capacité qu'aurait le gypaète de faire des jeunes agneaux ses proies – ce qui n'a jamais été confirmé par l'observation). Le grec, enfin, a formé le nom de l'oiseau à partir d'une composante marginale de son régime alimentaire, la consommation de tortues : kélonifagi se traduit en effet par « qui mange des tortues ». La légende veut que le poète grec Eschyle serait mort, après avoir reçu l'impact d'une tortue sur la tête, qu'un gypaète aurait prise pour une roche.
Le gypaète est surnommé :
- le « casseur d'os », car il a l'habitude de laisser tomber les os trop gros pour être ingurgités d'une hauteur de 50 à 100 mètres sur les flancs de falaise ou sur les pierriers (champ de pierres), il en mange alors les débris et les ligaments. C'est d'ailleurs la traduction de son nom en espagnol : quebrantahuesos ;
- ou, moins couramment, le « nettoyeur des alpages », car il joue un rôle sanitaire essentiel en se nourrissant de cadavres d'animaux sauvages (chamois, bouquetins) et domestiques (moutons, chèvres).

En Iran, il est nommé Homa, nom également donné à une créature proche de la mythologie perse. On retrouve cette créature dans le statuaire de Persépolis ainsi que sur le logo d'Air Iran.

## Caractéristiques

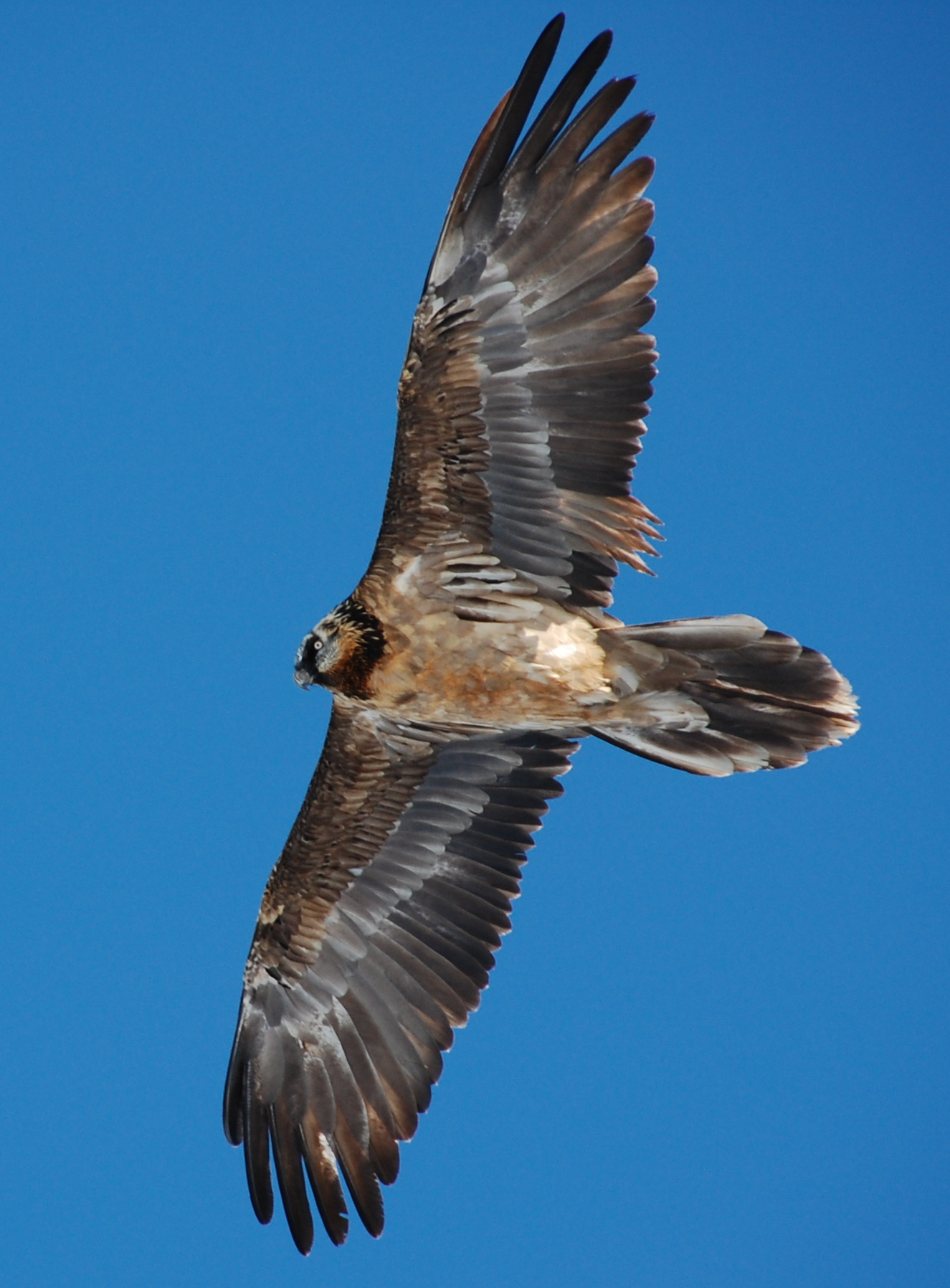
Gypaète barbu immature en vol (Mürren, Suisse).

Ce grand vautour — longueur de 1,10 m à 1,50 m ; envergure jusqu'à près de 3 m ; poids de 5 à 7 kg — présente des caractéristiques qui lui sont propres : absence de zones dénudées sur la tête, le cou et la poitrine ; tarses entièrement recouverts de plumes (à l’exception de la sous-espèce africaine) ; ailes étroites et anguleuses et queue cunéiforme.
Le dessous blanchâtre teinté de roux orangé contraste avec le noir de jais du dos, des ailes et de la queue. L'immature est uniformément brun-gris foncé. Cet oiseau est en principe solitaire. Sa silhouette en vol rappelle celle des faucons alors que son vol léger rappelle celui des busards. Assez bruyant pendant la période de reproduction, il émet des sifflements pénétrants.

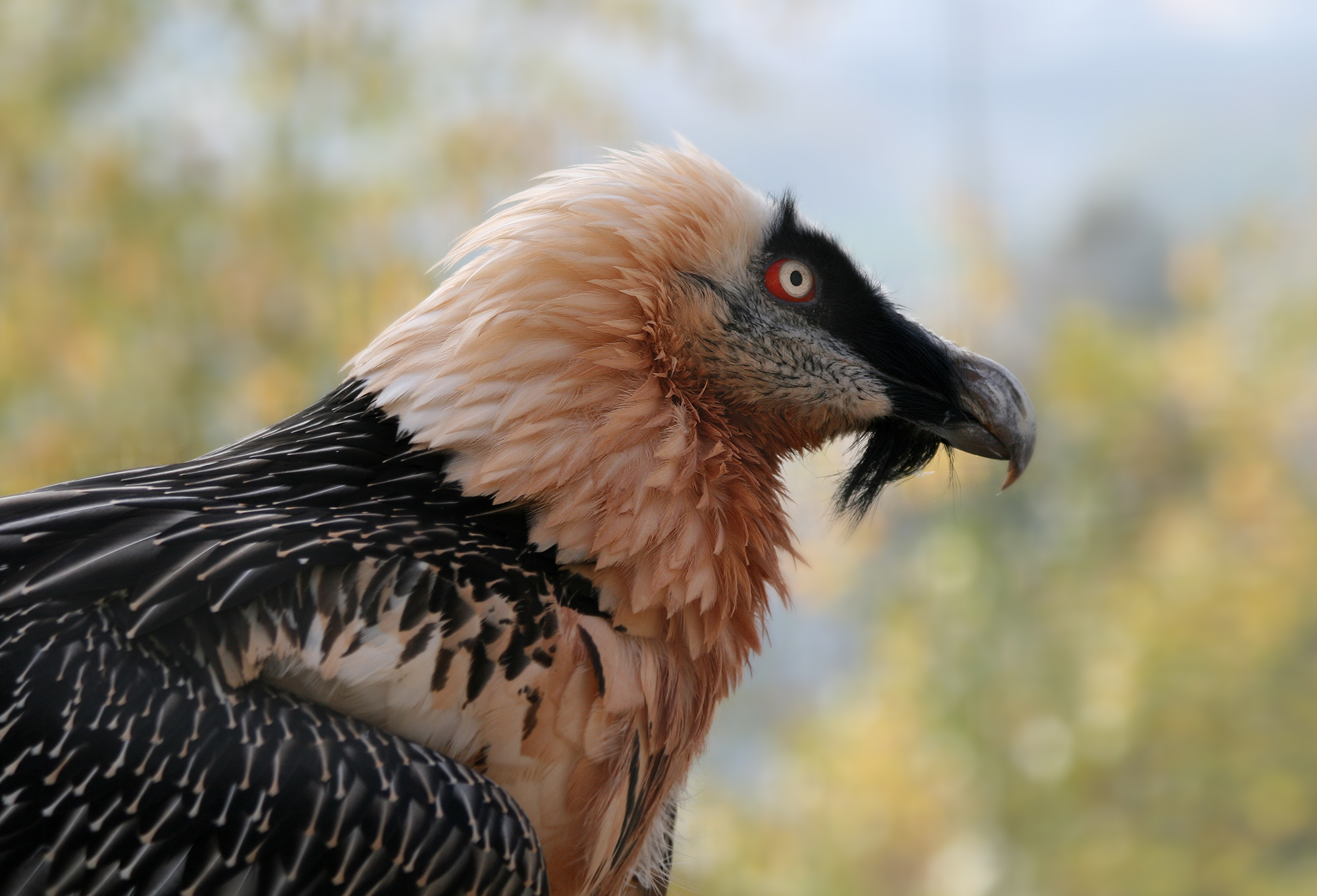
Détail de la tête d'un gypaète.
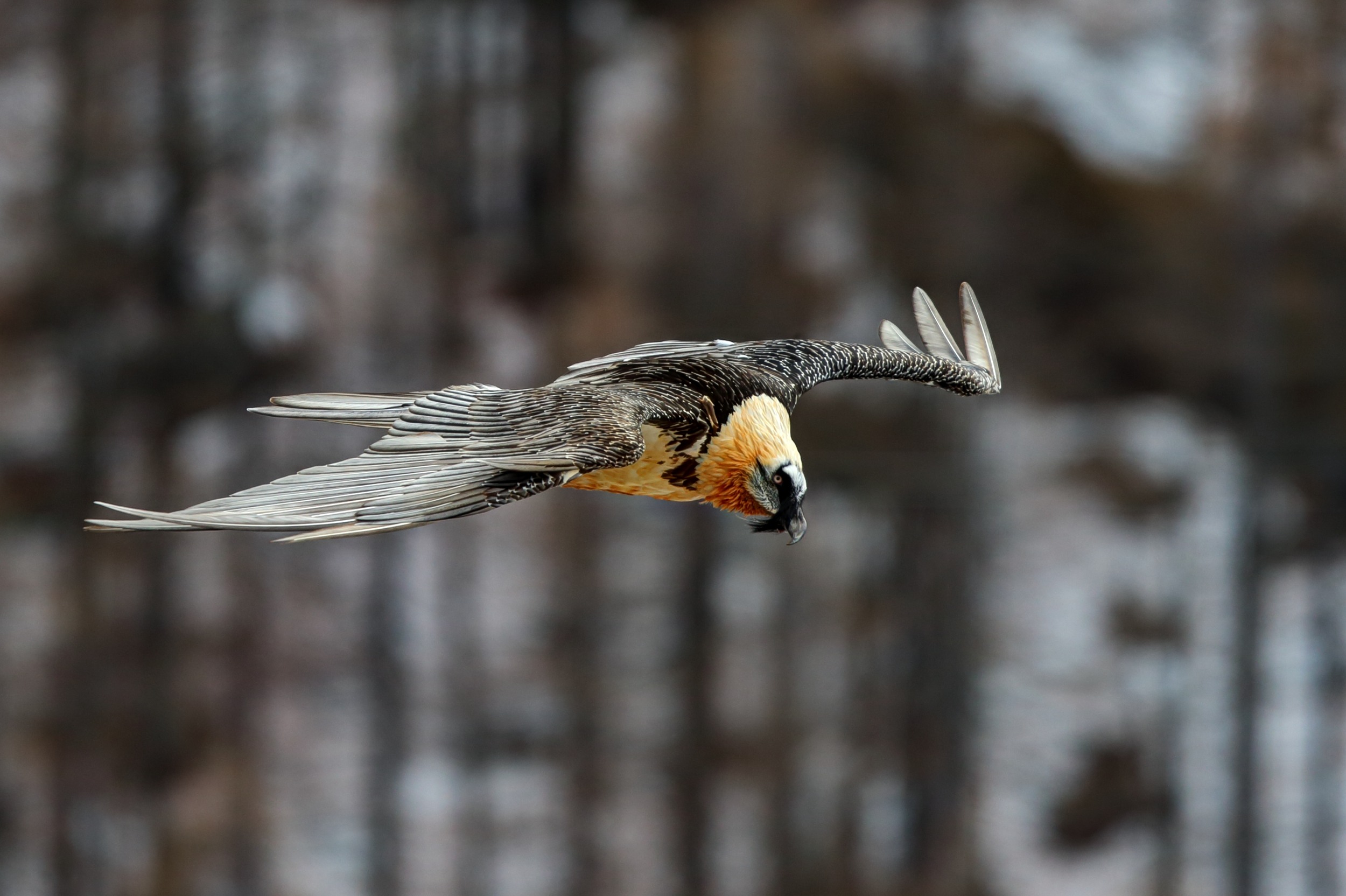
Un gypaète barbu en vol dans le parc national du Grand-Paradis.
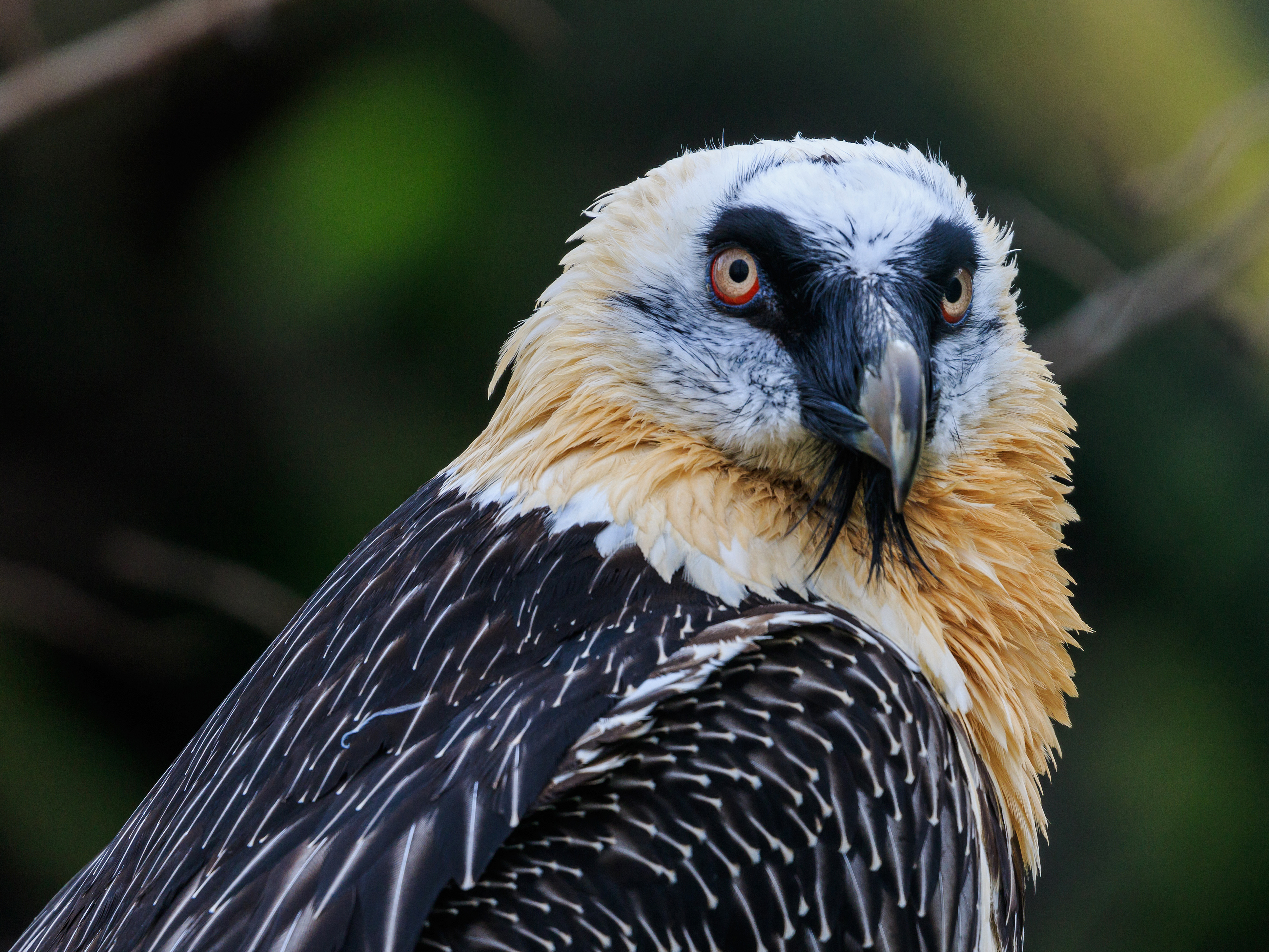
Gros plan de la tête.
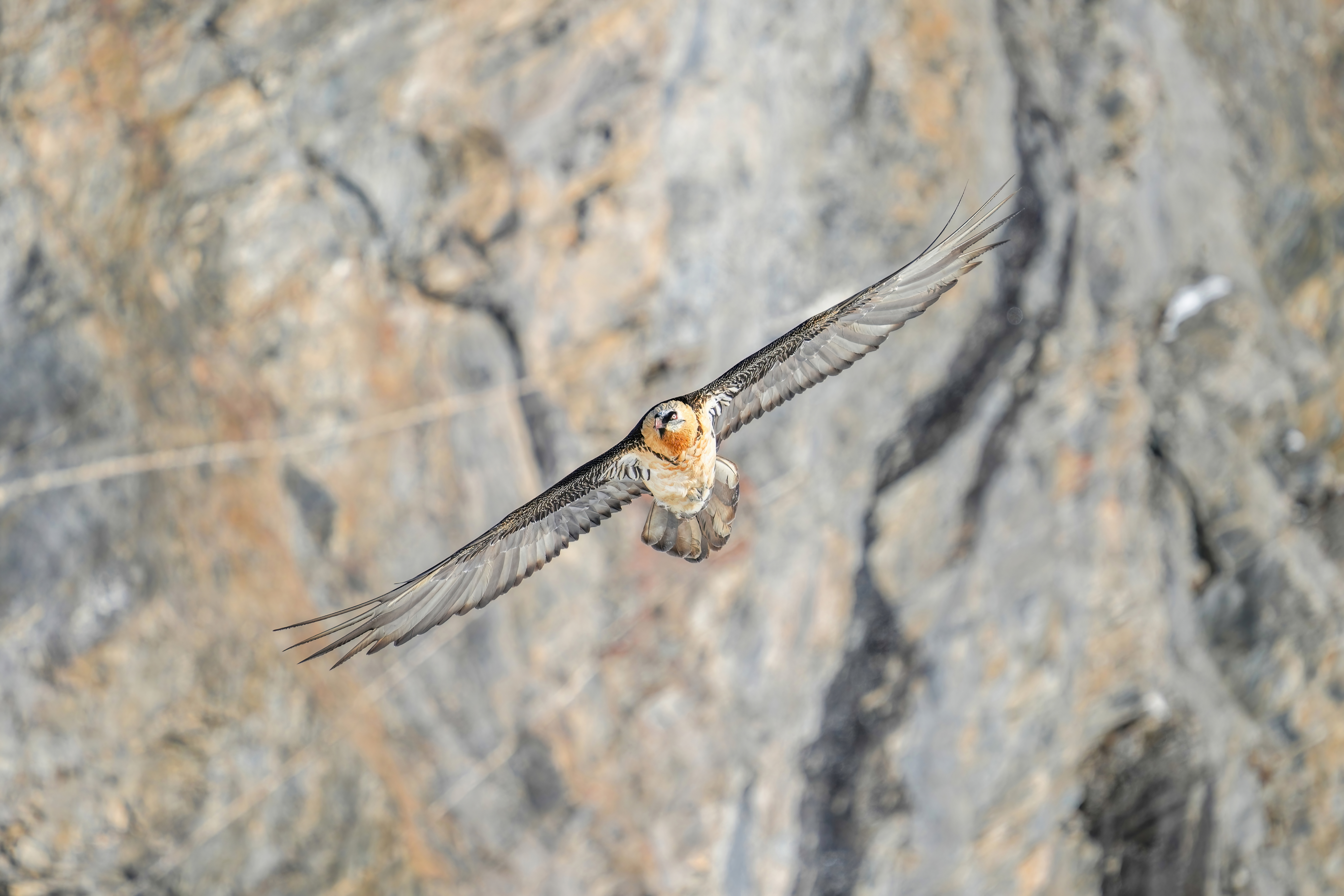
Vol de gypaète barbu.
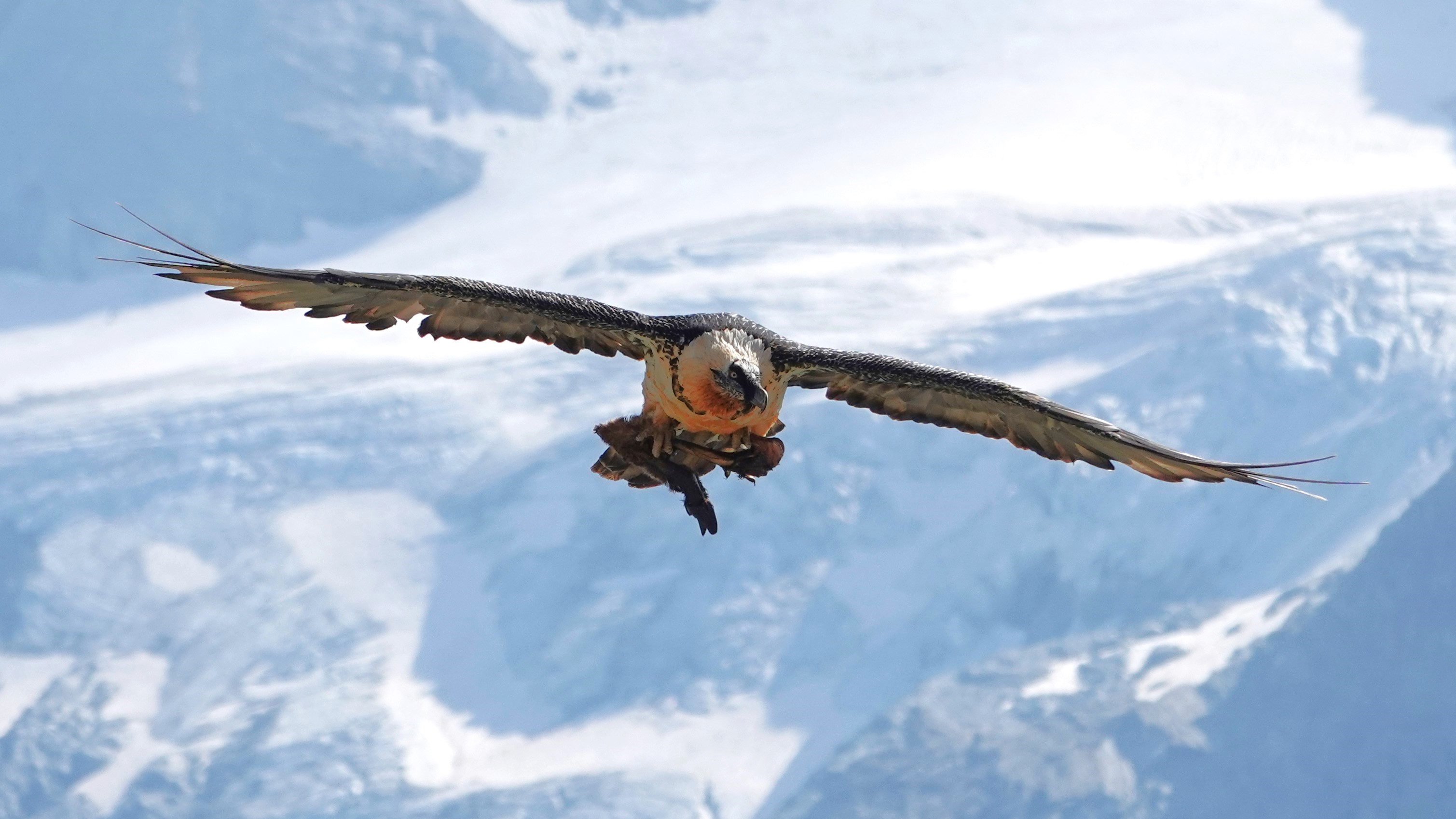
Un gypaète barbu en vol dans le parc national de la Vanoise.
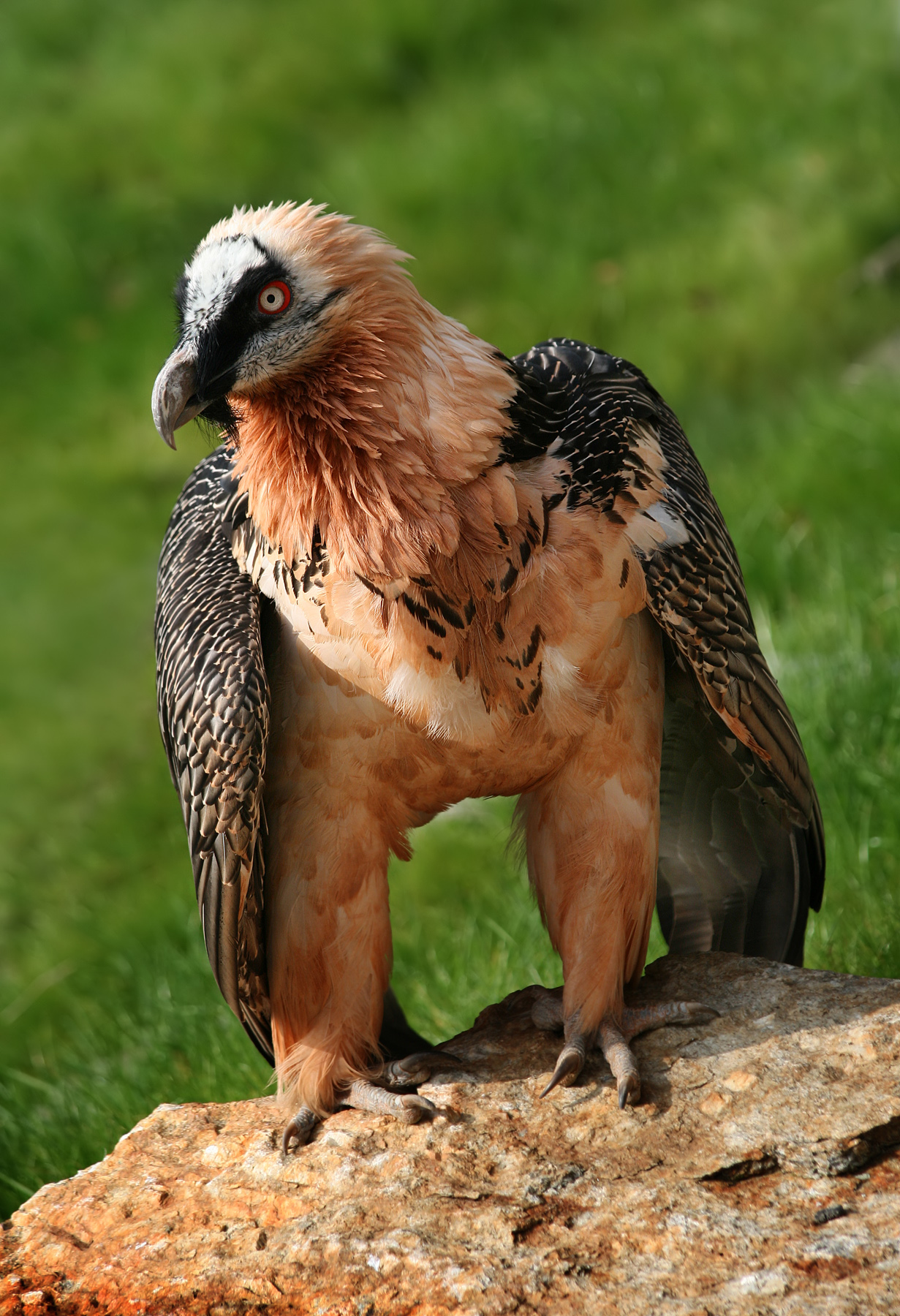
Un gypaète barbu au zoo alpin d'Innsbruck (Autriche).

## Écologie et comportement

### Alimentation
Nécrophage, il intervient en dernier sur une carcasse, se nourrissant principalement d'os, qu'il avale tels quels (jusqu’à 40 cm). Il affectionne tout particulièrement les os de l'autopode (« mains » et « pieds ») suivis par les os longs (fémurs, tibias...) des petits ongulés (ovins, caprins). Il fait se briser les plus gros en les emportant en hauteur et en les laissant tomber sur les rochers, afin de pouvoir en avaler les fragments, suffisamment petits. Il présente ainsi un exemple d’utilisation de proto-outil par un animal.
Il consomme également les tendons et les ligaments d'ongulés sauvages ou domestiques, qu'il ingère grâce à un gosier élastique. Doté de puissants sucs digestifs, il est capable d'utiliser les protéines, graisses et sels minéraux contenus dans cette nourriture dont il est un consommateur sans concurrence réelle.
Étant le seul à pouvoir se nourrir de ce qui reste après le passage des autres charognards, notamment les vautours fauves ou les grands corbeaux, il peut patienter très longtemps avant de s'approcher des carcasses. Il contribue ainsi à leur élimination ultime.

### Comportement social
Jusqu'à l'âge de 4 à 5 ans, les jeunes gypaètes vivent souvent des périodes d’erratisme. Sorte de long voyage au cours duquel il s'en va de son lieu de naissance et explore de large territoires. Il peut ainsi tomber sur d'autres massifs montagneux et rencontrer des congénères, ce qui permet un brassage génétique entre les populations, ou la colonisation de nouveaux sites. D'autres fois ils peuvent aller dans des directions où aucun habitat n'est accueillant pour eux. Régulièrement les jeunes gypaètes visitent ainsi les côtes de la Manche, les Pays-Bas, l'Allemagne, voire la Pologne ou l'Ukraine,. À cette occasion, il affronte de nombreux dangers dus à des phénomènes naturels ou de la responsabilité des hommes (câbles électriques, remontées mécaniques, tirs de fusils et empoisonnements).

### Reproduction
Au terme de son voyage (6 à 7 ans, âge de sa maturité sexuelle), il va commencer à se sédentariser, à former un couple et à construire une aire (nid) inaccessible pouvant mesurer plus de deux mètres de diamètre. Les parades nuptiales, incluant de spectaculaires piqués à deux, débutent entre octobre et février. La femelle pond 1 à 2 œufs entre décembre et mars. L'incubation dure de 53 à 58 jours. Dans le cas où les deux œufs éclosent, un seul gypaéton survit : en effet, le plus fort des deux (normalement le premier né)  repousse l'autre au fond du nid et s'empare de toute la nourriture, laissant mourir son congénère. L'envol du jeune s'effectue entre juillet et août.
Dans son milieu naturel, sa longévité est estimée à 30 ans. En captivité, au zoo la Garenne en Suisse, un gypaète a vécu jusqu'à l'âge de 47 ans.

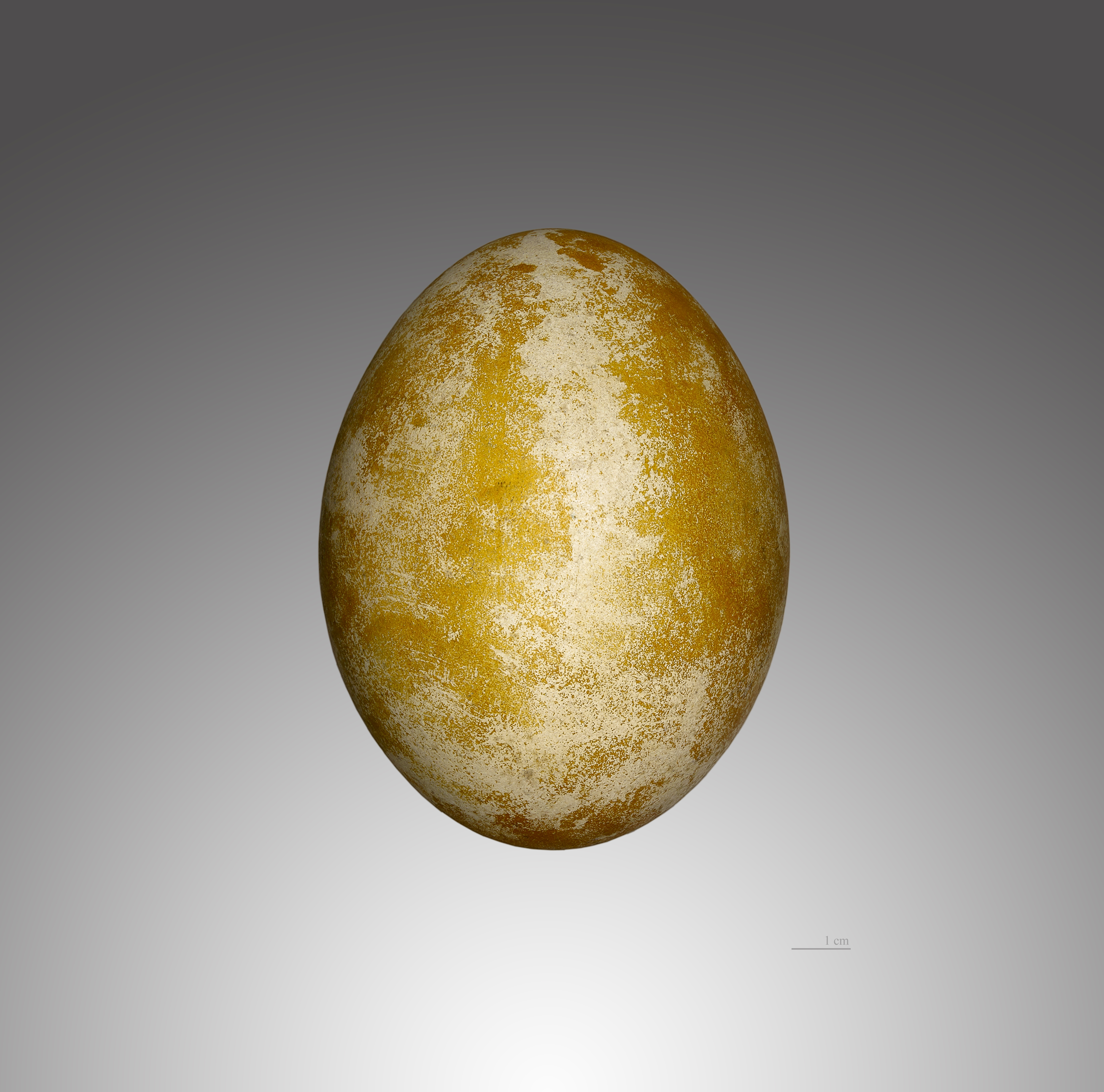
Œuf.
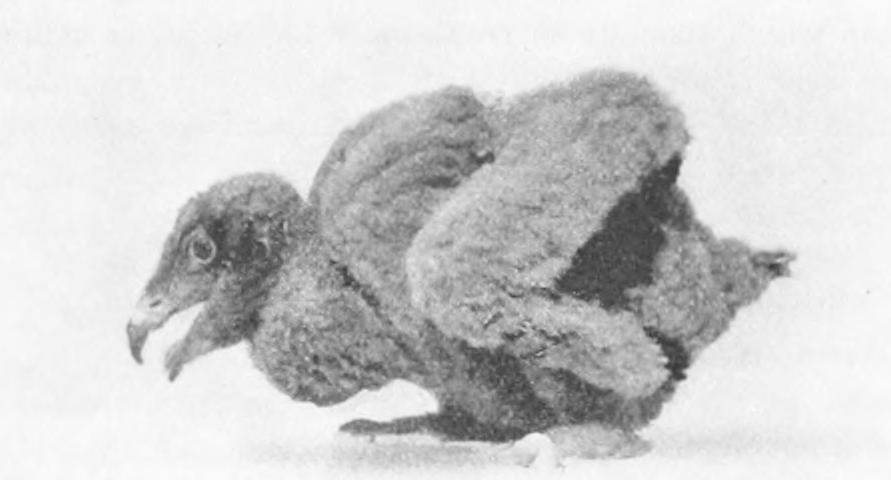
Oisillon.
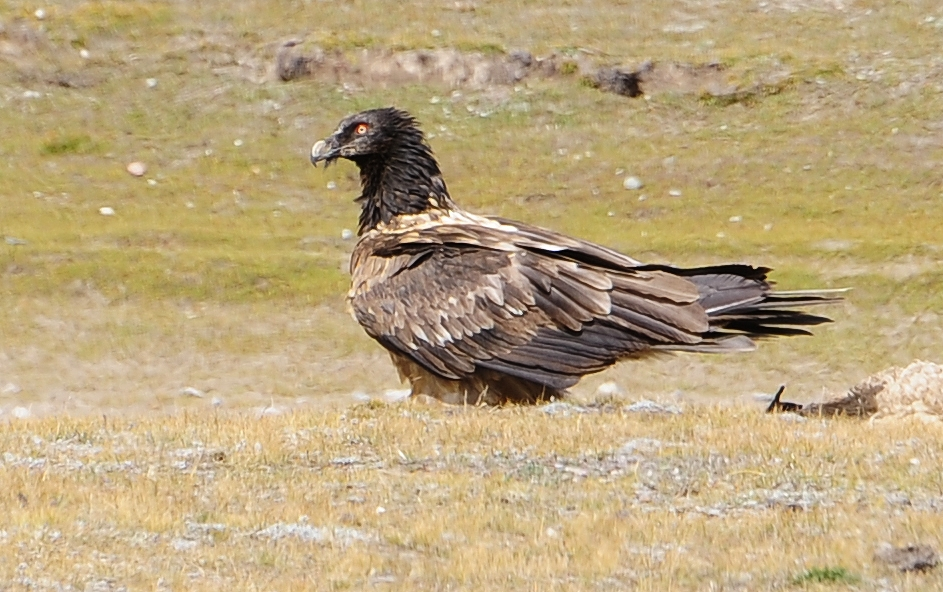
Juvénile au Tibet.

### Cris
Le Gypaète barbu est un animal plutôt silencieux. Cependant, lors des parades aériennes, il est fréquent d'entendre de petits trilles aigus, très faibles pour un si grand oiseau.

## Habitat et répartition

### Habitat
En général, le Gypaète barbu niche dans des falaises de montagnes, de préférence dans une grotte ou vire surplombée dans une falaise escarpée, à proximité ou non de pierriers. Il a besoin de troupeaux sauvages (chamois, isards, bouquetins...) ou pastoraux (moutons, chèvres, vaches...) pour son alimentation.

### Répartition
Le gypaète barbu est un oiseau des montagnes d'Europe, d'Afrique de l'Est et d'Asie.
C'est en Asie centrale que son aire de répartition est la plus grande. On le retrouve aussi bien dans l'Himalaya que sur le plateau tibétain, dans l'Altaï, le Pamir ou dans les monts Alaï et Tian.
En Europe, les Pyrénées comptaient 118 couples reproducteurs en 2006 et près de 500 individus. Quelque 90 gypaètes vivaient dans tout l'arc alpin à la fin du XXe siècle, et ils sont environ 150 en 2012, grâce à un programme international de réintroduction et de protection des nids.
En France, le gypaète est présent en Corse et dans les Pyrénées. Il a été réintroduit dans les Alpes, d'où il avait disparu au début du XXe siècle, victime d'une chasse intensive : les derniers spécimens avaient été observés dans les Hautes-Alpes et le Mercantour en 1935. En 2012, 7 couples ont donné 4 jeunes à l'envol ; 48 individus ont été observés dans les Alpes françaises lors de la journée de suivi international du gypaète du 6 octobre 2012. Trois nouveaux gypaètes barbus ont été réintroduits dans les Cévennes en avril 2019
En Suisse, il vit principalement dans le massif des Alpes bernoises et aux Grisons ; un petit gypaète barbu est sorti de son œuf fin mars 2007 au col de l'Ofen, dans les Grisons, près du parc national suisse, et un autre est né près de Derborence en Valais à la fin avril. Cela n'était plus arrivé en Suisse depuis 122 ans.

### Historique
Durant le petit âge glaciaire, le gypaète barbu avait disparu des Alpes. À la fin du XVIe siècle, il n'est plus observable dans les Alpes. La température globale est responsable ainsi que le manque d'ascendance d'air chaud utilisée par les oiseaux.

## Classification

### Sous-espèces
D'après la classification de référence (version 14.1, 2024) de l'Union internationale des ornithologues, le Gypaète barbu possède 2 sous-espèces (ordre philogénique) :
- Gypaetus barbatus barbatus (Linnaeus, 1758) — présent en Afrique du nord, en Europe du sud, au Moyen-Orient jusqu'en Asie ;
- Gypaetus barbatus meridionalis Keyserling & Blasius, JH, 1840 — localement en Afrique de l'est et du sud. Cette sous-espèce diffère par sa taille plus petite, l'absence de trait sombre sur les joues et des pattes moins emplumées.

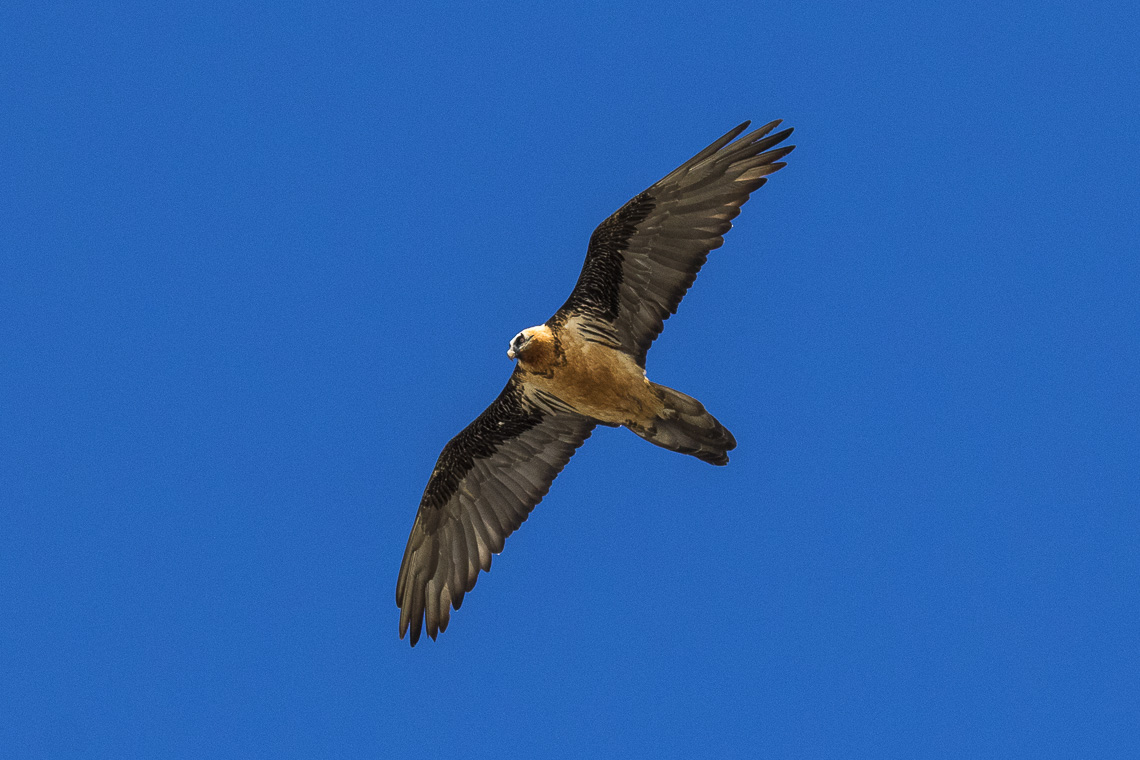
Individu adulte de Gypaetus barbatus barbatus, photographié en Italie.
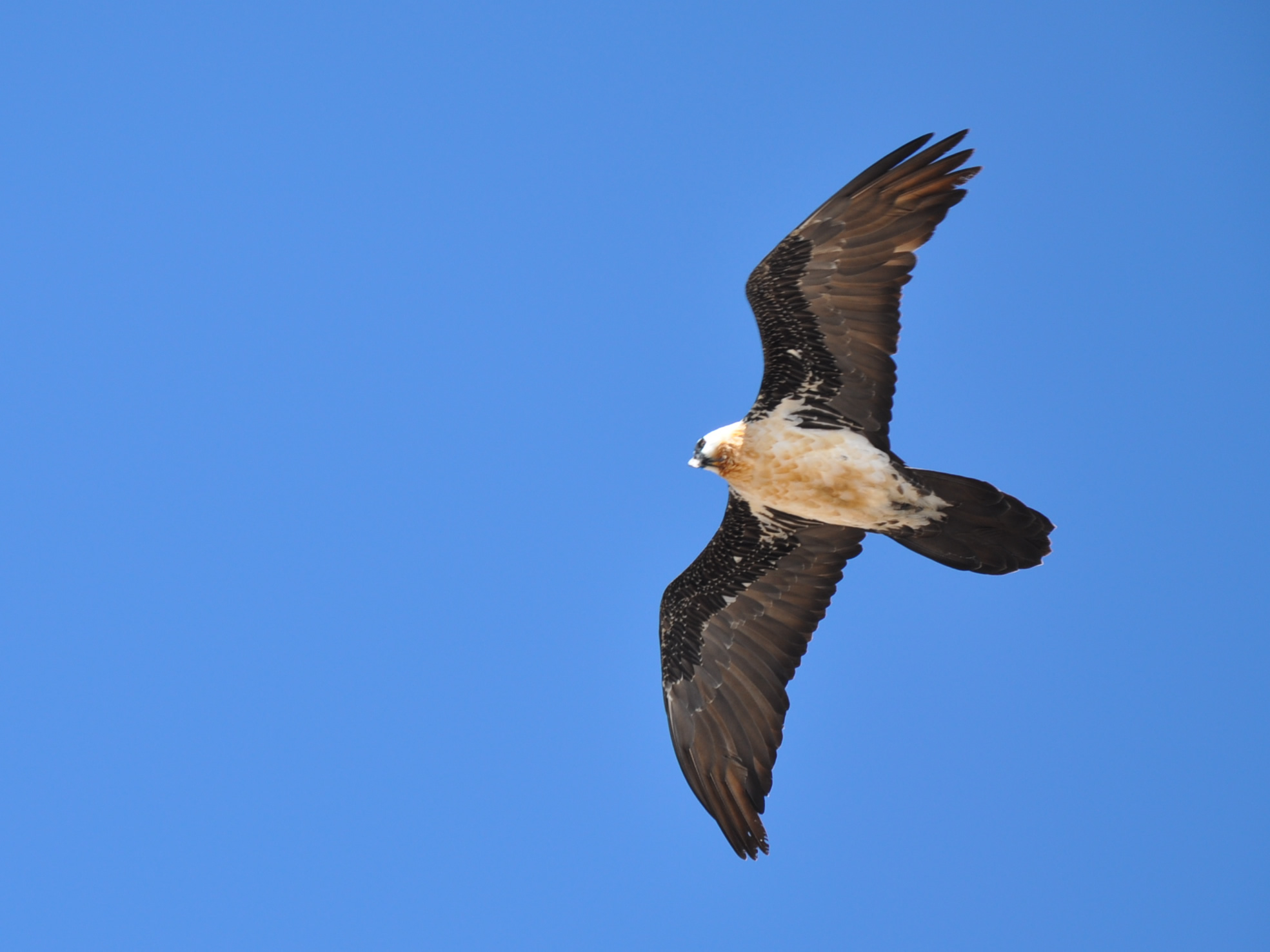
Individu adulte de Gypaetus barbatus meridionalis, photographié en Tanzanie.

## Le gypaète barbu et l'espèce humaine

### Protection
Son statut de conservation UICN au niveau mondial est presque menacée (NT), au niveau européen (liste rouge UICN Europe) il est vulnérable (VU), en France il est considéré comme en danger (EN) et en Suisse il est classé dans la liste rouge en danger critique d'extinction (CR). Le gypaète barbu bénéficie d'une protection totale sur le territoire français depuis l'arrêté ministériel du 17 avril 1981 relatif aux oiseaux protégés sur l'ensemble du territoire. Il est inscrit à l'annexe I de la directive Oiseaux de l'Union européenne. Il est donc interdit de le détruire, le mutiler, le capturer ou l'enlever, de le perturber intentionnellement ou de le naturaliser, ainsi que de détruire ou enlever les œufs et les nids et de détruire, altérer ou dégrader leur milieu. Qu'il soit vivant ou mort, il est aussi interdit de le transporter, colporter, de l'utiliser, de le détenir, de le vendre ou de l'acheter.
Il reste malgré cela la victime de tirs volontaires illégaux, notamment en France, dans les Pyrénées-Atlantiques,,, le Lot, le Massif central ou les Alpes.

### Réintroductions en Europe

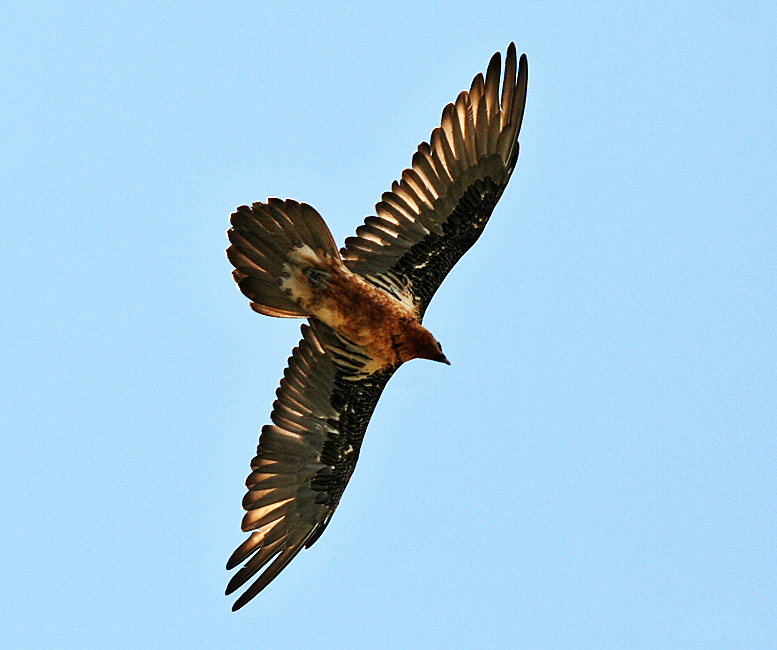
Gypaète en vol dans l'Himalaya.

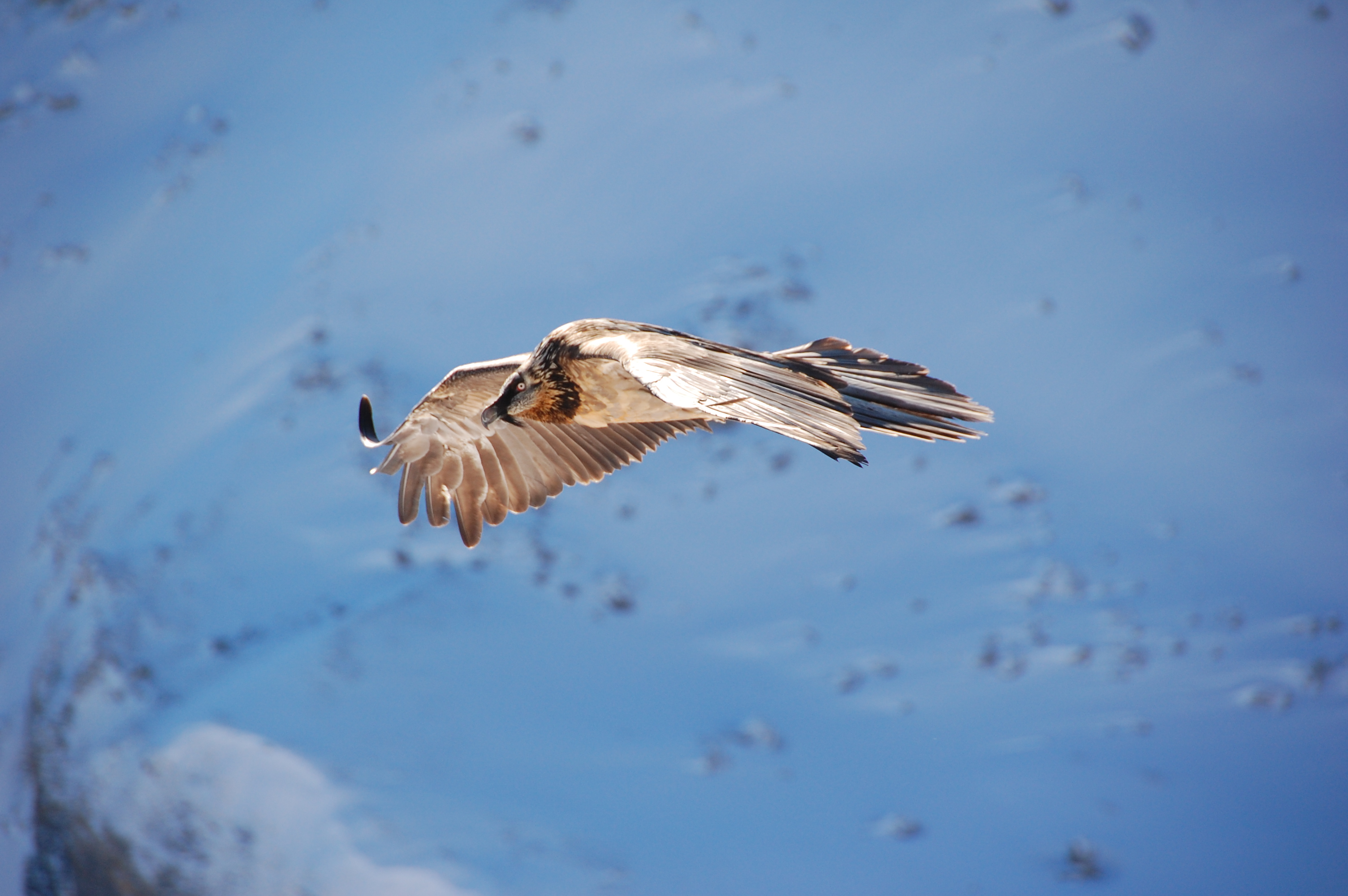
Un jeune gypaète en vol dans les Alpes suisses.

En 1985 un projet de réintroduction basé sur la reproduction en captivité est lancé. Celui-ci se crée autour d'un réseau d'élevage regroupant 6 centres d'élevage spécialisés situés en Autriche, en Espagne, en Suisse, aux Pays-Bas et en France, associés à une trentaine de parcs zoologiques.
Parmi les premiers centres d'élevage créés se trouve le plus important d'entre eux, le Richard Faust zentrum placé sous la responsabilité de l'université de médecine vétérinaire de Vienne en Autriche, ainsi que le centre français situé en Haute-Savoie placé sous la responsabilité de l'association ASTERS. Le réseau européen d'élevage du gypaète barbu participe au programme européen pour les espèces menacées EEP tout en étant placé sous l'autorité de la Fondation pour la Conservation des Vautours (VCF).
Les sites de réintroductions doivent répondre à des critères précis concernant le relief, la présence historique de l'espèce, les ressources alimentaires, les activités humaines ainsi que la perception par les populations du projet de réintroduction. Parmi ces sites on peut citer la vallée de Rauris dans le parc national autrichien des Hohe Tauern, le massif du Bargy en Haute-Savoie, le parc national de la Vanoise, le parc national du Mercantour, les Grands Causses, en Suisse dans le parc national aux Grisons et à Derborence en Valais, les parcs italiens Alpi Marittime et du Stelvio, et aussi en Allemagne le parc national de Berchtesgaden.
Depuis 1998, des programmes européens LIFE, intitulés Conservation du gypaète barbu dans les Alpes françaises (1998-2002), Gypaète barbu dans les Alpes (2003-2007), Red Quebrantahuesos (2013-2018), GypHelp (2014-2019), GypConnect (2015-2022), GypRescue (2021-2025), Corredores Ibéricos Pro Quebrantahuesos (2022-2027),Gyp’Act (2022-2028), Bearded Vulture (2023-2030) permettent de financer l'élevage, les réintroductions, la protection des espaces, et le suivi des populations.

### Suivis
Depuis 2006, un jour d’observation international (International Observation Day, IOD) est organisé pour recenser les gypaètes barbus des Alpes, du Massif central et de l’Aude (depuis 2012) et de l’Andalousie (depuis 2017). L’événement est organisé par l’International Bearded Vulture Monitoring network (IBM), coordonné par la Vulture Conservation Foundation.

### Légendes
Selon une légende rapportée par la Souda, le dramaturge grec Eschyle serait mort d'avoir reçu une tortue lâchée par un rapace sur sa tête chauve, qu'il aurait prise pour une pierre. Le texte mentionne un aigle mais ce comportement, même si l'événement n'est que fictif, correspond davantage à celui du gypaète barbu.
À l'origine de chasses impitoyables, des histoires fantaisistes le présentent, en raison de sa taille plus imposante que celle de l'aigle royal, comme un prédateur attaquant le bétail, voire les humains. Un roman de Jules Verne, Cinq semaines en ballon, imagine ainsi en Afrique les trois héros de l'œuvre se faire attaquer en montgolfière par quatorze gypaètes.

### Représentations
Le gypaète barbu figure notamment sur un timbre français de 1984 et sur un timbre de l'Azerbaïdjan de 1994. Il a aussi été choisi pour figurer à côté de l'isard sur les pièces de 1, 2 et 5 centimes d'euro andorranes.

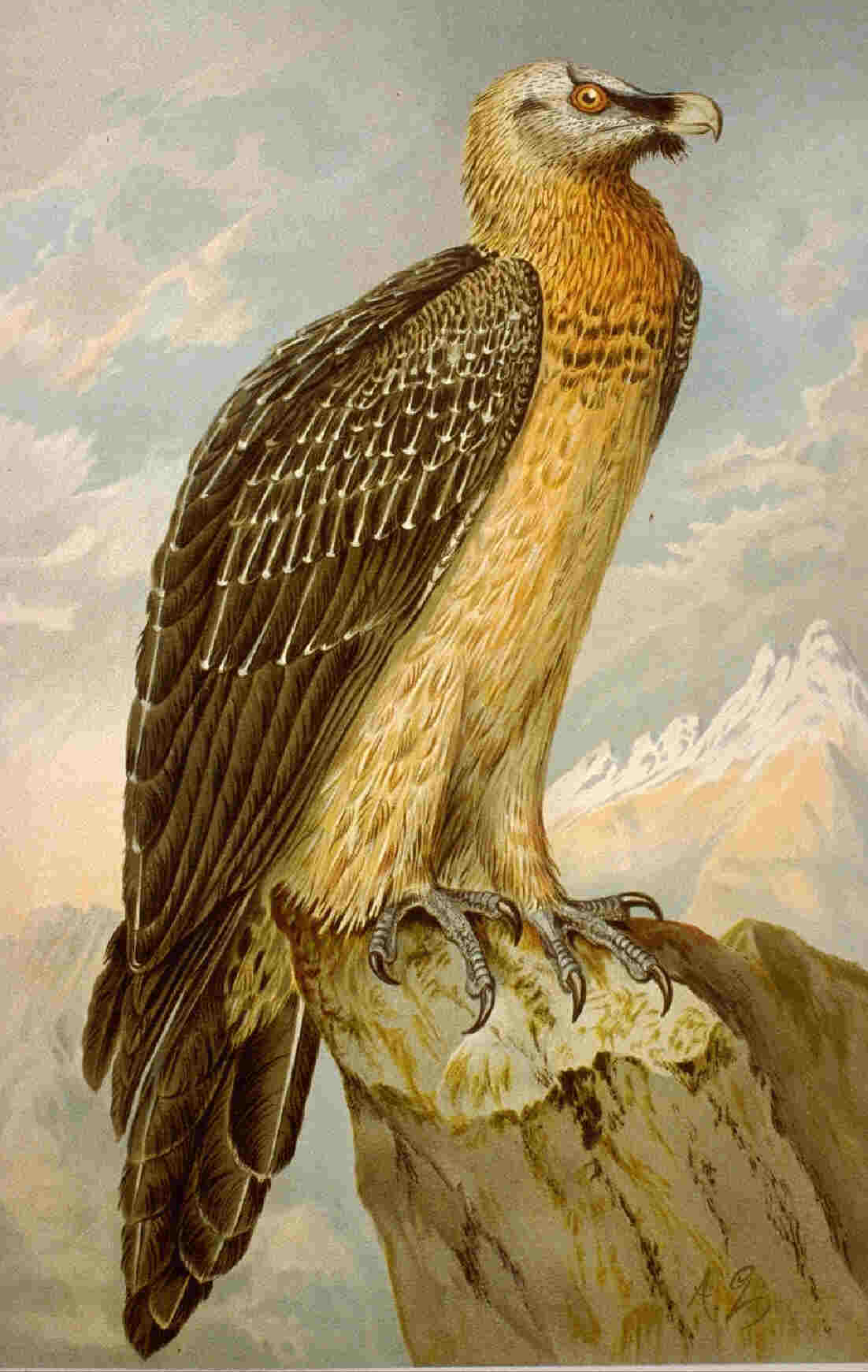
Illustration naturaliste de Johann Friedrich Naumann.
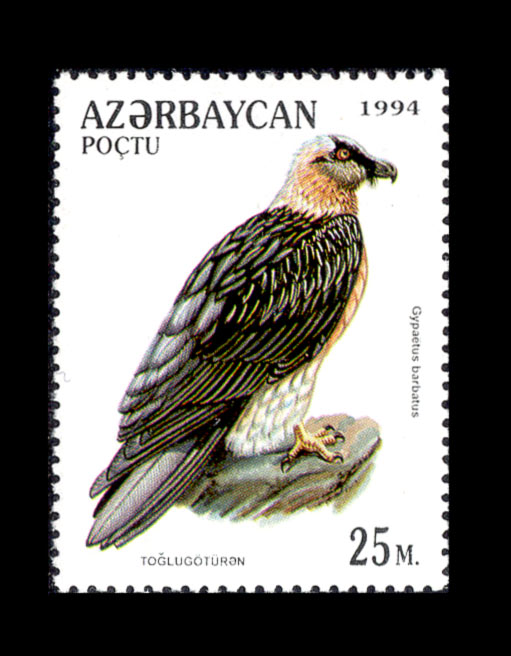
Timbre de l'Azerbaïdjan.
1 centime d'euro andorran.